# هالة محيطة

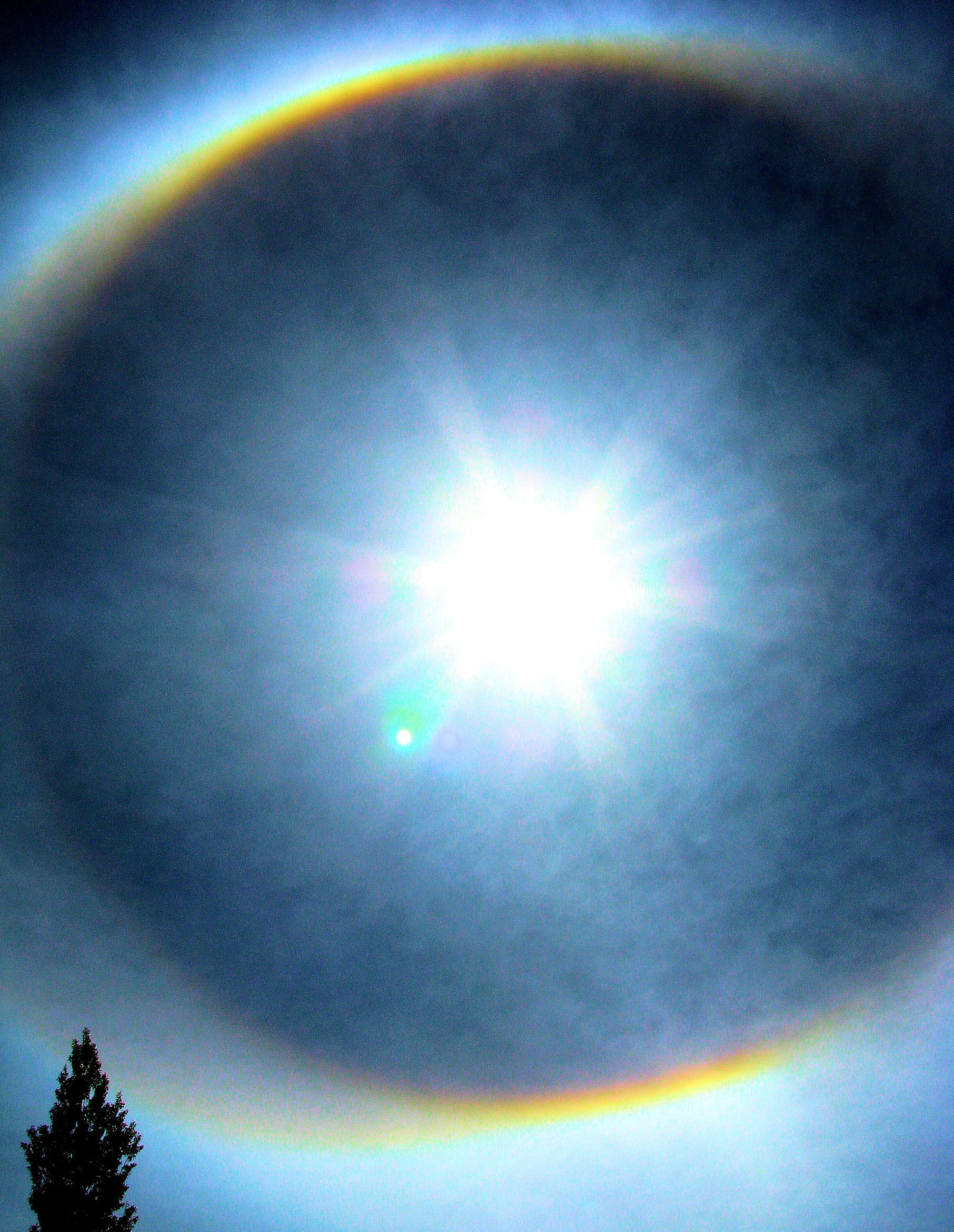
هالة محيطة (الحلقة الخارجية) مع هالة 22 درجة (الحلقة الداخلية).

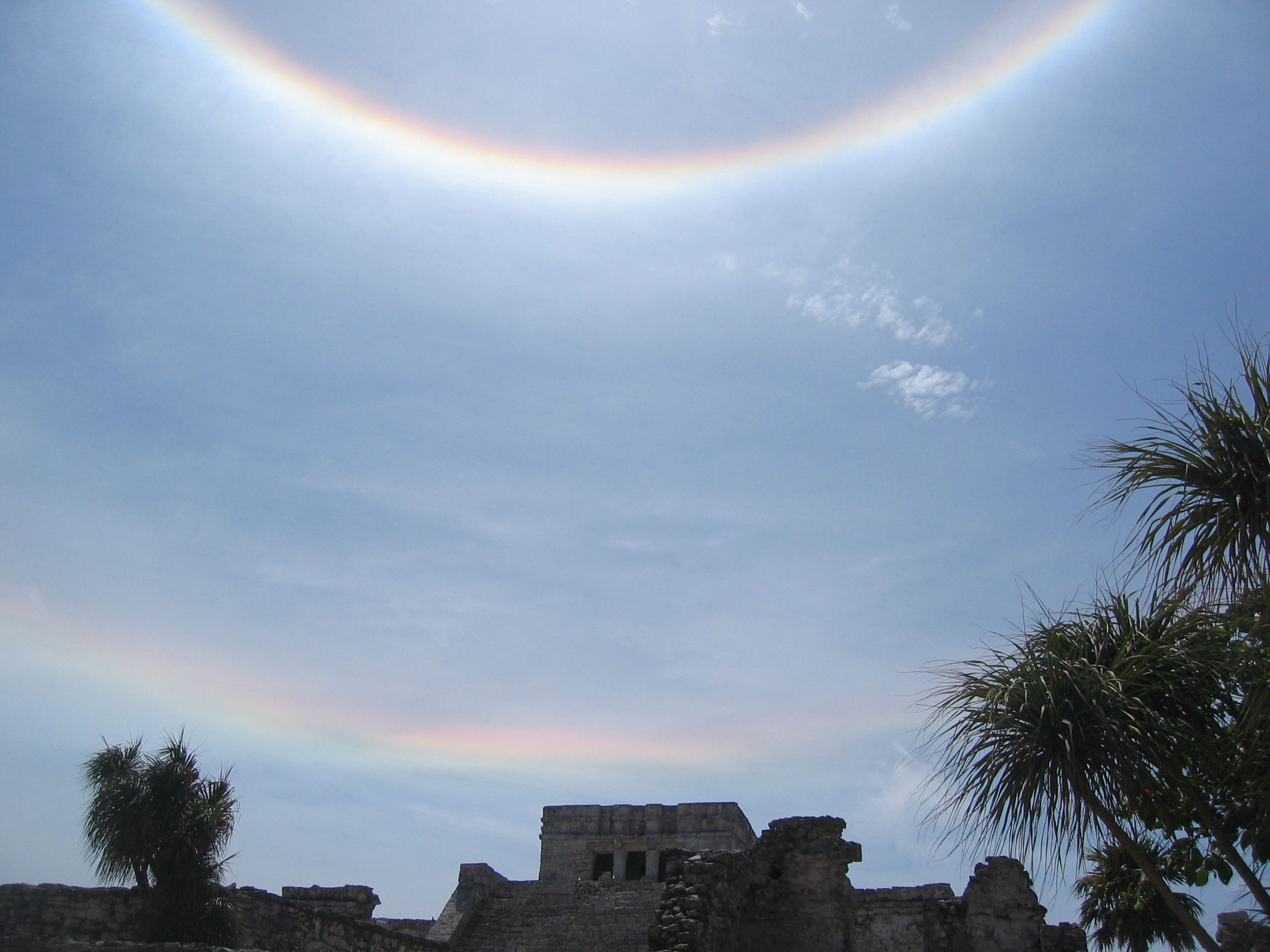
هالة محيطة (أعلى) و قوس الأفق الدائري (أسفل)

الهالة المُحيطة هي نوع من الهالة وهي ظاهرة بصرية عادة ما تكون على شكل حلقة بيضاوية تقريبًا تحيط بالهالة ذات الدرجة 22 المتمركزة حول الشمس أو القمر. عندما تشرق الشمس فوق 70 درجة فإنها تغطي الهالة البالغة 22 درجة أساسًا. الهالة المحيطة حمراء قليلاً على الحافة الداخلية، في مواجهة الشمس أو القمر، ومزرقة على الحافة الخارجية، مثل العديد من الهالات الأخرى.